# Arbeit macht frei (libro)
Arbeit macht frei è un romanzo del 1873 di Lorenz Diefenbach.
Nel racconto, truffatori e giocatori d'azzardo riscoprono la virtù attraverso il lavoro.
Il titolo del romanzo ("il lavoro rende liberi") è stato utilizzato quale motto posto all'ingresso dei lager nazisti durante la seconda guerra mondiale.